# 樊学文
樊学文（1912年—1978年），中国人民解放军将领、中国人民解放军开国少将。
曾任中国人民志愿军46军政治部主任。1955年，授予中国人民解放军少将。